# I Never Learn
Albums de Lykke Li
Wounded Rhymes So Sad So Sexy
I Never Learn est le troisième album de la chanteuse Lykke Li, sorti le 2 mai 2014 en France.

## Titres
1. I Never Learn
2. No Rest For The Wicked
3. Just Like A Dream
4. Silver Line
5. Gunshot
6. Love Me Like I'm Not Made Of Stone
7. Never Gonna Love Again
8. Heart Of Steel
9. Sleeping Alone